# Tracy Middendorf
Tracy Lynn Middendorf (* 26. Januar 1970 in Miami Beach, Florida) ist eine US-amerikanische Film- und Theaterschauspielerin.

## Leben und Karriere
Middendorf besuchte bis 1992 die New York University und verließ diese als ausgebildete Managerin. Im selben Jahr wurde ihr ihre erste Serienrolle in der Fernsehserie Zeit der Sehnsucht angeboten. Weitere Film- und Fernsehangebote folgten. 1998 verkörperte sie Muriel McComber in Ah, Wilderness!, einem Theaterstück von Eugene O’Neill, das am Vivian Beaumont Theatre in New York City uraufgeführt wurde. 1997 konnte man sie in einem Werbespot für AM/PM-Fertiggerichtläden sehen.
Seit dem 2. Januar 2005 ist Middendorf mit einem Deutschen verheiratet; die beiden haben zwei Söhne (* 2003 und * 2008).

## Filmografie (Auswahl)

### Fernsehserien
- 1993–1994: Beverly Hills, 90210 (6 Folgen)
- 1995: Der Klient (The Client, eine Folge)
- 1996: Mord ist ihr Hobby (Murder, She Wrote, eine Folge)
- 1996: Star Trek: Deep Space Nine (eine Folge)
- 1997: Ein Hauch von Himmel (Touched by an Angel, eine Folge)
- 1997–2002: Practice – Die Anwälte (The Practice, 3 Folgen)
- 1999: Chicago Hope – Endstation Hoffnung (Chicago Hope, eine Folge)
- 1999: Angel – Jäger der Finsternis (Angel, eine Folge)
- 1999: Ally McBeal (2 Folgen)
- 2000: Akte X – Die unheimlichen Fälle des FBI (The X-Files, eine Folge)
- 2001: Six Feet Under – Gestorben wird immer (Six Feet Under, eine Folge)
- 2002: JAG – Im Auftrag der Ehre (JAG, eine Folge)
- 2002: 24 (4 Folgen)
- 2003: Alias – Die Agentin (Alias, 2 Folgen)
- 2003, 2009: CSI: Vegas (CSI: Crime Scene Investigation, 2 Folgen)
- 2004: Cold Case – Kein Opfer ist je vergessen (Cold Case, eine Folge)
- 2004: Medical Investigation (eine Folge)
- 2007: Lost (2 Folgen)
- 2010: The Mentalist (eine Folge)
- 2010–2012: Boardwalk Empire (9 Folgen)
- 2011: Criminal Minds (Fernsehserie, eine Folge)
- 2014: The Last Ship (4 Folgen)
- 2015–2016: Scream (23 Folgen)

### Spielfilme
- 1994: Freddy’s New Nightmare (Wes Craven’s New Nightmare)
- 1997: Schwarze Messen auf dem Campus (Dying to Belong, Fernsehfilm)
- 1999: Aus Liebe zum Spiel (For Love of the Game)
- 2006: Mission: Impossible III
- 2008: Just Add Water – Das Leben ist kein Zuckerschlecken (Just Add Water)
- 2013: Die Poetin (Flores Raras)